# Karl-Heinz Sindowski
Karl-Heinz Sindowski (* 1910; † 1991) war ein deutscher Geologe. Er war beim Niedersächsischen Landesamt für Bodenforschung und befasste sich mit der Quartärgeologie der Nordseeküste und Nordsee und mit der Sedimentologie.
Ende der 1930er Jahre war er am Geologisch-Petrographischen Institut der Universität zu Köln tätig.
Er verfasste einen geologischen Führer der Nordseeküste und kartierte unter anderem Cuxhaven, Altenwalde, Wangerooge, Spiekeroog, Brunsbüttel (mit Jürgen Deichmüller) und Otterndorf. Für seine Untersuchungen der Küstensedimente führte er sedimentologische Klassifizierungen und Untersuchungsmethoden ein. Sindowski hatte einen Professorentitel.
Er erhielt die Dodo-Wildvang-Medaille der Naturforschenden Gesellschaft zu Emden.

## Schriften
- Zwischen Jadebusen und Unterelbe, Borntraeger, Sammlung Geologischer Führer, 1979.
- Das ostfriesische Küstengebiet: Inseln, Watten und Marschen, Borntraeger, Sammlung Geologischer Führer, 1973 (die zweite Auflage wurde von Hansjörg Streif 1990 völlig neu bearbeitet)
- Zur Geologie des Jadebusen-Gebiets, Oldenburger Jahrbuch, Band 72, 1972, S. 175–181
- Das Eem im Wattgebiet zwischen Norderney und Spiekeroog, Ostfriesland, Geologisches Jahrbuch, Bd. 76.1958, S. 151–174
- Das Eem im ostfriesischen Küstengebiet, Z. dt. Geolog. Ges., Band 115, 1965, S. 163–166
- mit Wilfried Dechend: Die Gliederung des Quartärs im Raum Krummhörn-Dollart (Ostfriesland) und die geologische Entwicklung der Unteren Ems, Geologisches Jahrbuch, Band 71, 1956, S. 461–490
- Das Quartär im Untergrund der Deutschen Bucht, Eiszeitalter und Gegenwart, Band 21, 1970, S. 33–46
- Zur Frage der Ostwanderung der ostfriesischen Inseln, Geographische Rundschau, Band 15, 1963, S. 448–455
- Gliederungsmöglichkeiten im sandig ausgebildeten Küsten-Holozän Ostfrieslands, Eiszeitalter und Gegenwart, Band 19, 1968, S. 208–218
- mit H. Streif: Die Geschichte der Nordsee am Ende der letzten Eiszeit und im Holozän, in P. Woldstedt, K. Duphorn (Hrsg.) Norddeutschland und angrenzende Gebiete im Eiszeitalter, Stuttgart: Köhler 1974, S. 411–451
- Nordseevorstöße und Sturmfluten an der ostfriesischen Küste seit 7000 Jahren, Geographische Rundschau, Band 14, 1962, S. 322–329.
- Geologische Entwicklung von Ostfriesland, in Jannes Ohling, Hrsg.: Ostfriesland im Schutz des Deiches, Bd. 1, Verlag Deichacht Krummhörn, Pewsum 1969, S. 3–48
- Über die Alterstellung des niederrheinischen Tertiärs, Zentralblatt für Mineralogie, Geologie und Paläontologie, 1939
- Sedimentpetrographische Methoden zur Untersuchung sandiger Sedimente, Geologische Rundschau 29, 1938, S. 196–200.
- Korngrößen- und Kornformen-Auslese beim Sandtransport durch den Wind (nach Messungen auf Norderney), Geologisches Jahrbuch, Band 71, 1956, S. 517–526.
- Korngrößen- und Schwermineralverteilung in rezenten Strandsanden der mecklenburgischen Ostseeküste, Zentralblatt f. Min., Geol., Paläont. A, 1938, S. 136–167
- Die synoptische Methode des Kornkurven-Vergleichs zur Ausdeutung fossiler Sedimentationsräume, Geologisches Jahrbuch, Band 73, 1957, 235–275
- Physikalische Untersuchungsmethoden, in A. Bentz, Lehrbuch der Angewandten Geologie, Band 1, 1962, 165–186
- Schüttungsrichtungen und Mineral-Provinzen im westdeutschen Buntsandstein, Geologisches Jahrbuch, Band 73, 1957, 277–294.
- Sedimentpetrographische Charakterisierung der liegenden und hangenden Tertiärsande aus dem Braunkohletagebau Bornhausen am Harz, Geologisches Jahrbuch, Band 79, 1962, S. 663–676